# Boubacar Traoré (musicista)
Boubacar Traoré, noto anche come Kar Kar (Kayes, 1942), è un cantautore e chitarrista maliano.

## Biografia
Traoré è diventato famoso all'inizio degli anni 60. Ha imparato da solo a suonare la chitarra creando uno stile personale che mescola American blues, musica arabo-africana e uso di pentatoniche tipiche dell'Africa occidentale sotto l'influenza culturale dei Mandé. Divenne una celebrità e un simbolo della nuova indipendenza che il paese aveva raggiunto negli anni 60. Le sue canzoni erano trasmesse alla radio e ascoltate in tutto il paese. Però non pubblicò nessun disco in questo periodo e le radio non pagavano i diritti agli autori quindi rimase povero e continuò a lavorare in parallelo alla carriera di musicista.
Nel 1968, quando Moussa Traoré prese il potere all'allora presidente del Mali Modibo Keïta le cose cambiarono. Boubacar Traoré infatti veniva associato per i temi dei suoi brani al regime precedente e quindi non venne più trasmesso e ascoltato. Negli anni 70 così la sua fama scemò, e scomparve dalla scena fino ad una apparizione televisiva del 1987. Poco dopo questo ritorno alla musica la moglie di Boubacar muore durante il parto. Traorè decide allora di lasciare il Mali e di andare in Francia dove inizia a lavorare come muratore per mantenere i sei figli.
Mentre era in Francia un produttore discografico britannico viene a sentire una registrazione fatta da una trasmissione radio in cui aveva suonato Traorè, e decise immediatamente di metterlo sotto contratto per produrre il suo primo disco. Il primo album che ha realizzato si chiama Mariama, e venne pubblicato nel 1990. Da allora Boubacar Traoré ha goduto di fama internazionale tra gli amanti del genere Desert blues e ha potuto girare l'Europe, l'Africa e Il Nord America con i suoi tour.
Boubacar compare nel libro Mali Blues (Lonely Planet, Australia), dell'autore belga Lieve Joris. Questo libro ispirò successivamente il regista svizzero Jacques Sarasin che nel 2001 realizzò il film Je chanterai pour toi ("Canterò per te") proprio su Boubacar. Tra le scene del film compare anche Ali Farka Touré che suona assieme a Boubacar Traoré.
Boubacar ha pubblicato Kongo Magni (Marabi, 2005), un album prodotto da Christian Mousset, il direttore del Festival Musiques Métisses d'Angoulême che successivamente produsse anche Mali Denhou (Lusafrica, 2010).

## Discografia
- Mariama (1990)
- Kar Kar (1992)
- Les Enfants de Pierrette (1995)
- Sa Golo (1996)
- Maciré (2000)
- Je chanterai pour toi (2003)
- The Best of Boubacar Traoré: The Bluesman from Mali (2003)
- Kongo Magni (2005)
- Mali Denhou (2011)
- Mbalimaou (2014)
- Dounia Tabalo (2017)